# Obras Cumbres (álbum de Virus)
Obras cumbres es un álbum recopilatorio de dos CD editado por Sony Music que recopila las mejores canciones del grupo musical de Argentina Virus, editado en 2000.
Este disco, además de tener los grandes éxitos del grupo musical, cuenta con dos canciones inéditas: «Tecnofón» (compuesta en el año 1989), y  «Danza de bengalas» (compuesta en el año 2000).

## Lista de canciones

### CD 1
1. «Tecnofón» - (de Obras cumbres, 2000) – 4:27
2. «Soy moderno, no fumo» - (de Wadu-Wadu, 1981) – 2:52
3. «Loco, coco» - (de Wadu-Wadu, 1981) – 2:41
4. «Amor o acuerdo» - (de Wadu-Wadu, 1981) – 3:02
5. «El rock es mi forma de ser» - (de Wadu-Wadu, 1981) – 2:42
6. «Wadu Wadu» - (de Wadu-Wadu, 1981) – 2:38
7. «Caliente café» - (de Wadu-Wadu, 1981) – 3:07
8. «Densa realidad» - (de Wadu-Wadu, 1981) – 1:59
9. «Ay que mambo» - (de Recrudece, 1982) – 2:47
10. «El 146» - (de Recrudece, 1982) – 4:03
11. «Se zarpó» - (de Recrudece, 1982) – 3:00
12. «El probador» - (de Agujero interior, 1983) – 3:16
13. «Hay que salir del agujero interior» - (de Agujero interior, 1983) – 3:03
14. «Que hago en Manila?» - (de Agujero interior, 1983) – 4:43
15. «Carolina querida» - (de Agujero interior, 1983) – 2:10
16. «Sentirse bien» - (de Relax, 1984) – 3:19
17. «Me puedo programar» - (de Relax, 1984) – 3:03
18. «Completo el stock» - (de Relax, 1984) – 3:55

### CD 2
1. «Danza de bengalas» - (de Obras cumbres, 2000) – 4:11
2. «Desesperado secuencia uno» - (de Relax,1984) – 3:18
3. «Amor descartable» - (de Relax, 1984) – 3:30
4. «Juegos incompletos» - (de Relax, 1984) – 3:41
5. «Persuadida» - (de Relax, 1984) – 3:37
6. «Dame una señal» - (de Relax, 1984) – 3:57
7. «Pronta entrega» - (de Locura, 1985) – 4:36
8. «Pecados para dos» - (de Locura, 1985) – 3:59
9. «Sin disfraz» - (de Locura, 1985) – 5:31
10. «Una luna de miel en la mano» - (de Locura, 1985) – 5:19
11. «Imágenes paganas» - (de Vivo,1986) – 4:29
12. «Superficies de placer» - (de Superficies de placer, 1987) – 4:29
13. «Encuentro en el río musical» - (de Superficies de placer, 1987) – 5:06
14. «Un amor inhabitado» - (de Tierra del Fuego, 1989) – 4:25
15. «Lucy» - (de 9, 1998) – 5:03
16. «America fatal» - (de 9, 1998) – 4:58

## Músicos
- Federico Moura: Voz, teclados, guitarra y bajo (Desde Wadu-Wadu hasta Superficies de placer).
- Marcelo Moura: Voz (Desde Tierra del Fuego), teclados, guitarra, percusión y coros.
- Julio Moura: Guitarra y coros.
- Ricardo Serra: Guitarra (Desde Wadu-Wadu hasta Agujero interior).
- Mario Serra: Batería (Desde Wadu-Wadu hasta Tierra del Fuego).
- Daniel Sbarra: Guitarra, teclados (Desde Relax).
- Enrique Mugetti: Bajo y teclados.
- Pablo Mugica: Bajo (en Tierra del Fuego).
- Aitor Graña: Batería (Desde 9).
- Patricio Fontana: Teclados (Desde 9).

### Músicos invitados
- Laura Gallegos: Coros en «Caliente café».
- Ricky Ricón: Violín en «Amor o acuerdo».
- Gonzalo Palacios: Saxofón en «El 146».
- Daniel Peyronel: Teclados en «Carolina querida».
- Ed Calle: Saxofón en «América fatal».
- Dana Teboe: Trombón en «América fatal».
- Víctor Gómez: Coros en «América fatal».